# Cantonul Vichy-Nord
Cantonul Vichy-Nord este un canton din arondismentul Vichy, departamentul Allier, regiunea Auvergne, Franța.

## Comune
- Vichy (parțial)